# Chiesa cattolica in Lussemburgo
La Chiesa cattolica è stata storicamente ed è tuttora la religione più diffusa nel Granducato del Lussemburgo. Le vicende storiche della Chiesa lussemburghese si distinguono, come quelle dello Stato, tra il periodo precedente all'indipendenza del Granducato e quello successivo.

## Storia

### Dopo l'indipendenza
Il 2 giugno 1840 la Chiesa stabilì una circoscrizione indipendente, quando il territorio del Granducato, di 2.586 km² divenne vicariato apostolico. In questi anni si ebbe anche un conflitto con lo Stato, con la nomina del vescovo Johann Theodor Laurent, originario di Aquisgrana.
La sua nomina infatti ebbe il favore del re d'Olanda e Granduca del Lussemburgo Guglielmo II, ma dispiacque alla cancelleria del Lussemburgo, poiché Laurent era considerato ultramontano.
Il suo arrivo nel Granducato ebbe un effetto esplosivo e, per la mancanza di diplomazia, la situazione peggiorò finché dovette abbandonare il vicariato nel 1848. Negli anni successivi si ebbe una progressiva normalizzazione della condizione della Chiesa e il 27 settembre 1870 venne eretta la diocesi del Lussemburgo.
Il 23 aprile 1988 papa Giovanni Paolo II ha elevato la diocesi al rango di arcidiocesi. Il vescovo Hengen già portava personalmente il titolo di arcivescovo dal 1985.

## Organizzazione territoriale
Attualmente la Chiesa cattolica è presente nel granducato con l'arcidiocesi di Lussemburgo che si estende su tutto il territorio.

### Vicari apostolici, vescovi e arcivescovi
- 25 dicembre 1833 - 13 dicembre 1841: Johann Theodor van der Noot, vicario apostolico
- 1º dicembre 1841 - 10 luglio 1856: Johann Theodor Laurent, vicario apostolico
- 7 maggio 1848 - 27 ottobre 1883: Nikolaus Adames, vicario apostolico fino al 1870, poi primo vescovo di Lussemburgo
- 28 settembre 1883 - 29 novembre 1918: Johannes Joseph Koppers
- 8 marzo 1920 - 9 ottobre 1935: Petrus Nommesch
- 9 settembre 1935 - 21 ottobre 1956: Joseph Laurent Philippe, S.C.I.
- 21 ottobre 1956 - 13 febbraio 1971: Léon Lommel
- 13 febbraio 1971 - 21 dicembre 1990: Jean Hengen, dal 1985 arcivescovo
- 21 dicembre 1990 - 12 luglio 2011: Fernand Franck, arcivescovo
- dal 12 luglio 2011: Jean-Claude Hollerich, S.I., arcivescovo e dal 2019 cardinale

## Nunziatura apostolica
Le relazioni diplomatiche fra la Santa Sede ed il Lussemburgo risalgono al 1891 con l'istituzione di un'internunziatura apostolica.
La nunziatura apostolica del Lussemburgo è istituita il 24 ottobre 1955 con il breve Quo firmior di papa Pio XII.

### Internunzi apostolici
- Achille Locatelli † (8 luglio 1916 - 13 luglio 1918 nominato nunzio apostolico in Portogallo)
- Sebastiano Nicotra † (1º ottobre 1918 - 30 maggio 1923 nominato nunzio apostolico in Portogallo)
- Clemente Micara † (30 maggio 1923 - 18 febbraio 1946 creato cardinale)
- Fernando Cento † (9 marzo 1946 - 1950 nominato nunzio apostolico)

### Nunzi apostolici
- Fernando Cento † (1950 - 26 ottobre 1953 nominato nunzio apostolico in Portogallo)
- Efrem Forni † (9 novembre 1953 - 19 marzo 1962 creato cardinale)
- Silvio Angelo Pio Oddi † (17 maggio 1962 - 28 aprile 1969 creato cardinale)
- Igino Eugenio Cardinale † (19 aprile 1969 - 24 marzo 1983 deceduto)
- Angelo Pedroni † (6 luglio 1983 - 13 giugno 1989 ritirato)
- Giovanni Moretti † (15 luglio 1989 - 3 marzo 1999 ritirato)
- Pier Luigi Celata (3 marzo 1999 - 14 novembre 2002 nominato segretario del Pontificio consiglio per il dialogo interreligioso)
- Karl-Joseph Rauber † (22 febbraio 2003 - 24 luglio 2009 ritirato)
- Giacinto Berloco (24 luglio 2009 - settembre 2016 ritirato)
- Augustine Kasujja (7 dicembre 2016 - 31 agosto 2021 ritirato)
- Franco Coppola, dal 14 dicembre 2021